# Eigenmächtige Abwesenheit
Eigenmächtige Abwesenheit ist nicht von Vorgesetzten genehmigtes und nicht durch zwingende Gründe wie Krankenhausaufenthalt erzwungenes Nichterscheinen zu gerichtlichen Vorladungen, Wehr- und Zivildienst.

## Wehrdienst
Als Eigenmächtige Abwesenheit bezeichnet man im Militärwesen die ungerechtfertigte bzw. befehlswidrige Entfernung von der Truppe mit der Absicht, sich dem Wehr- oder Kriegsdienst zeitweilig zu entziehen. Sie stellt die häufigste Form eines Vergehens gegen das Wehrstrafgesetz (WStG) dar.

## Zivildienst
Auch bei Zivildienstleistenden stellt die Eigenmächtige Abwesenheit die häufigste Form des Vergehens dar.
§ 52 ZDG:
Wer eigenmächtig den Zivildienst verlässt oder ihm fernbleibt und vorsätzlich oder fahrlässig länger als drei volle Kalendertage abwesend ist, wird mit Freiheitsstrafe bis zu drei Jahren bestraft.

## Gerichtliche Vorladungen
§ 231 StPO:
(1) Der erschienene Angeklagte darf sich aus der Verhandlung nicht entfernen. Der Vorsitzende kann die geeigneten Maßregeln treffen, um die Entfernung zu verhindern; auch kann er den Angeklagten während einer Unterbrechung der Verhandlung in Gewahrsam halten lassen.
(2) Entfernt der Angeklagte sich dennoch oder bleibt er bei der Fortsetzung einer unterbrochenen Hauptverhandlung aus, so kann diese in seiner Abwesenheit zu Ende geführt werden, wenn er über die Anklage schon vernommen war und das Gericht seine fernere Anwesenheit nicht für erforderlich erachtet. 
Da grundsätzlich gegen den abwesenden Angeklagten nicht verhandelt werden kann, sind Zwangsmaßnahmen einer Vorführung, Verhandlungshaft oder der Erlass eines Strafbefehls, wenn Geldstrafe in Betracht kommt, möglich.